# 葛拉夫頓公爵
葛拉夫頓公爵（英語：Duke of Grafton）是一個英格蘭貴族爵位。它於1675年由查理二世為他與芭芭拉·帕門爾的第二個私生子亨利·斐茲洛伊創建。最著名的公爵可能是第三代公爵奧古斯都，他在1760年代擔任首相。

葛拉夫頓公爵擁有三個附屬頭銜，均在1675年由英格蘭貴族創立：尤斯頓伯爵、伊普斯維奇子爵和薩德伯里男爵。在1723年至1936年間，作為第一代公爵夫人伊莎貝拉·斐茲洛伊、第二代阿靈頓伯爵夫人的後裔，這些公爵還擁有阿靈頓伯爵、塞特福德子爵和阿靈頓男爵的頭銜。這些頭銜在第九代公爵後被中止，阿靈頓男爵領地的中止於1999年結束。
公爵領地的稱號是指北安普敦郡東南部的葛拉夫頓榮譽，這個名義上的村莊現在被稱為葛拉夫頓雷吉斯。
家庭位於薩福克郡的尤斯頓莊園，佔地11,000英畝，橫跨諾福克-薩福克邊境。葛拉夫頓公爵的傳統墓地是聖吉納維夫教區教堂和薩福克郡尤斯頓的相鄰墓地。
葛拉夫頓公爵在爵位排名第四，僅次於諾福克公爵、薩默塞特公爵和里奇蒙公爵。

## 公爵列表
- 第一代葛拉夫頓公爵亨利·斐茲洛伊
- 第二代葛拉夫頓公爵查爾斯·斐茲洛伊
- 第三代葛拉夫頓公爵奧古斯都·斐茲洛伊
- 第四代葛拉夫頓公爵喬治·斐茲洛伊（英语：George FitzRoy, 4th Duke of Grafton）
- 第五代葛拉夫頓公爵亨利·斐茲洛伊（英语：Henry FitzRoy, 5th Duke of Grafton）
- 第六代葛拉夫頓公爵威廉·斐茲洛伊（英语：William FitzRoy, 6th Duke of Grafton）
- 第七代葛拉夫頓公爵奧古斯都·斐茲洛伊（英语：Augustus FitzRoy, 7th Duke of Grafton）
- 第八代葛拉夫頓公爵阿爾弗雷德·斐茲洛伊（英语：Alfred FitzRoy, 8th Duke of Grafton）
- 第九代葛拉夫頓公爵約翰·斐茲洛伊（英语：John FitzRoy, 9th Duke of Grafton）
- 第十代葛拉夫頓公爵查爾斯·斐茲洛伊（英语：Charles FitzRoy, 10th Duke of Grafton）
- 第十一代葛拉夫頓公爵休·斐茲洛伊
- 第十二代葛拉夫頓公爵亨利·斐茲洛伊